# Делич Поляна
45°10′ пн. ш. 15°42′ сх. д. / 45.16° пн. ш. 15.70° сх. д.
Делич Поляна (хорв. Delić Poljana) — населений пункт у Хорватії, у Карловацькій жупанії у складі громади Цетинград.

## Населення
Населення за даними перепису 2011 року становило 14 осіб.
Динаміка чисельності населення поселення: